# Chris Bachalo
Compléments
Ultimate X-Men
Generation X
Chris Bachalo (23 août 1965) est un dessinateur canadien de comic-book connu pour ses participations chez DC Comics et Marvel Comics. Il a dessiné des épisodes de Generation X (1994) et Uncanny X-Men (1998) avant de fonder la série Steampunk en 2000.

## Biographie
Chris Bachalo naît en 1965 au Canada. Il souhaite d'abord être charpentier mais une allergie à la sciure le détourne de cette voie. Il choisit donc de devenir dessinateur. Après des études à l'université de Cal State Long Beach il commence à présenter ses travaux à plusieurs éditeurs. Il est finalement appelé par DC Comics qui lui propose de dessiner Shade, the Changing Man scénarisé par Peter Milligan. Il dessine aussi le douzième épisode de Sandman et la série limitée Death (La Vie n'a pas de prix et Le Choix d'une vie). Il quitte ensuite DC pour Marvel Comics où lui est confié la série Generation X puis Uncanny X-Men. Il crée plus tard la série Steampunk, avec le scénariste Joe Kelly, éditée par Wildstorm dans la collection Cliffhanger.
Depuis 2002, il travaille principalement pour Marvel Comics.

## Publications

### DC Comics/ Vertigo (1990-1996)
- 1990 : Sandman no 12 (scénario de Neil Gaiman / encrage de Malcolm Jones)
- 1990 : Shade, the Changing Man no 1-9, 11-13, 15-21, 23-26, 33-39, 42-45, 47, 49-50 (scénario de Peter Milligan / encrage de Mark Pennington) (1990-1994)
- 1993 : The Children's crusade no 1 (scénario de Neil Gaiman / encrage de Mike Barreiro)
- 1993 : Death: The High Cost of Living no 1-3 (scénario de Neil Gaiman / encrage de Mark Buckingham)
- 1994 : Batman Legends of the Dark Knight no 64 (scénario de Jamie Delano / encrage de Mark Pennington)
- 1996 : Death: The Time of Your Life no 1-2 (scénario de Neil Gaiman / encrage de Mark Buckingham)

### Marvel Comics (1992-1999)
- 1992 : The Incredible Hulk no 400 (scénario de Peter David / encrage de Mark Farmer)
- 1993 : Ghost Rider Annual no 1 (scénario d'Howard Mackie / encrage de Mark Buckingham)
- 1994 : Ghost Rider 2099 no 1-3 (scénario de Len Kaminski / encrage de Mark Buckingham)
- 1993 : X-men Unlimited no 1 (scénario de Scott Lobdell / encrage de Dan Panosian)
- 1994 : Generation X no 1-6, 17-22, 25, 27-28 (co/créateur et dessinateur) (scénario de Scott Lobdell / encrage de Mark Buckingham) (1994-1997)
- 1995 : Generation Next no 1-4 (scénario de Scott Lobdell / encrage de Mark Buckingham)
- 1997 : Generation X no 29-31, -01 (scénario de James Robinson)
- 1997 : Uncanny X-men v1 no 349 (scénario de Scott Lobdell)
- 1997 : Uncanny X-men v1 no 353-356, 358-360, 362-363, 365 (scénario de Steve Seagle / encrage de Tim Townsend)
- 1999 : Marvel Super Hero Island Adventures (scénario de Michael Stewart)

### DC Comics/ Vertigo/ Cliffhanger (1999-2002)
- 1999 : The Witching Hour no 1-3 (co/créateur et dessinateur) (scénario de Jeph Loeb / encrage d'Art Thibert)
- 2000 : Steampunk no 1-12, Catechism, Idiosincratica (co/créateur, dessinateur et co/coloriste) (scénario de Joe Kelly / encrage de Richard Friend) (2000-2002)
- 2002 : Just Imagine Stan Lee's Catwoman (scénario de Stan Lee / encrage de Richard Friend)
- 2002 : Gotham Knights no 26 (8 pages) (dessins/encrage/couleurs) (scénario de Cyrus Voris)
- 2002 : 9/11 v2 The Wheel (5 pages) (dessins/encrage) (scénario de Neil Gaiman)

### Marvel Comics (2002-?)
- 2002 : Ultimate X-Men no 18-19 (dessins/encrage) (scénario de Mark Millar)
- 2003 : Ultimate War no 1-04 (scénario de Mark Millar / encrage de Tim Townsend)
- 2003 : X-Men no 142-145 (scénario de Grant Morrison / encrage de Tim Townsend)
- 2004 : Daredevil v2 no 65 (7 pages) (dessins/couleurs) (scénario de Brian Michael Bendis / encrage de Tim Townsend/)
- 2004 : Captain America v4 no 21-26 (dessinateur & co/coloriste) (scénario de Robert Morales / encrage de Tim Townsend)
- 2005 : X-Men: Age of Apocalypse no 1-6 (scénario d'Akira Yoshida / encrage de Tim Townsend)
- 2005 : Uncanny X-Men v1 no 464-468, 472 (scénario de Chris Claremont / encrage de Mark Irwin) (2005-2006)
- 2006 : X-Men no 188-190, 192-193, 197-200, 205-207 (dessinateur et co/coloriste) (scénario de Mike Carey / encrage de Tim Townsend) (2006-2008)
- 2008 : Amazing Spider-Man no 555-557, 629-633 (scénario de Zeb Wells / encrage de Tim Townsend) (2008-2010)
- 2008 : Amazing Spider-man no 575-576, Extra no 1 (dessinateur, encreur & co/coloriste) (scénario de Joe Kelly / encrage de Tim Townsend)
- 2009 : Amazing Spider-man Extra no 2 (dessinateur & co/coloriste) (scénario de Dan Slott / encrage de Tim Townsend)
- 2009 : New Avengers no 51-52 (scénario de Brian Michael Bendis / encrage de Tim Townsend)
- 2009 : Dark Reign: The Sinister Spider-Man no 1-04 (dessinateur & co/coloriste) (scénario de Brian Reed / encrage de Tim Townsend)
- 2010 : Curse of the mutants: Storm & Gambit, One-shot (dessinateur, encreur & co/coloriste) (scénario de Chuck Kim / encrage de TimTownsend)
- 2010 : Dark Avengers Annual no 1 (dessinateur & co/coloriste) (scénario de Brian Michael Bendis / encrage de Tim Townsend)
- 2011 : Avengers no 13, 15 (dessins/couleurs) (scénario de Brian Michael Bendis / encrage de Tim Townsend)
- 2011 : X-Men no 7-10 (dessins/couleurs) (scénario de Victor Gischler / encrage de Tim Townsend)
- 2011 : Wolverine & the X-Men no 1-3, 8-10, 12, 16 & 42 (dessins/couleurs) (scénario de Jason Aaron / encrage de Tim Townsend) (2011-2012)
- 2013 : X-men Battle of the Atom no 2 (2 pages) (scénario de Jason Aaron / encrage de Mark Irwin)
- 2013 : A+X no 2 (scénario/dessins/couleurs) (encrage de Tim Townsend)
- 2013 : Uncanny X-Men v3 no 1-04, 08-09, 12-14, 16-17, 19-22, 25,27,29-32... (dessins/couleurs) (scénario de Brian Michael Bendis / encrage de Tim Townsend) (2013-en cours)

### Image Comics
- 2004 : Common Grounds no 3 (9 pages) (scénario de Troy Hickman / encrage d'Aaron Sowd)
- 2005 : Witchblade no 87, 92 (scénario de Ron Marz / encrage de Jon Holdredge)
- 2007 : Elephantmen no 7 (crayonnés) (scénario de Joe Kelly)

## Prix et récompenses
- 1994 : Prix Eisner du meilleur produit dérivé pour sa statuette de Death